# 新疆生产建设兵团第十二师三坪农场
新疆生产建设兵团第十二师三坪农场是中华人民共和国新疆生产建设兵团第十二师下辖的一个农场。

## 行政区划
新疆生产建设兵团第十二师三坪农场下辖以下单位：
场部、三坪一连、三坪二连、三坪三连、三坪四连、三坪五连、三坪六连、三坪七连、三坪八连、三坪十连和三坪十一连。